# Cyrtopogon bimaculus
Cyrtopogon bimaculus là một loài ruồi trong họ Asilidae. Cyrtopogon bimaculus được Walker miêu tả năm 1851.